# 龍興寺 (福島県会津美里町)
龍興寺（りゅうこうじ）は福島県大沼郡会津美里町にある天台宗の寺院。山号は道樹山。

## 歴史
848年（嘉承元年）慈覚大師円仁の開山と伝えられている。徳川家康のブレーンとして権勢をふるった天海大僧正が得度した寺ともいわれており、境内には天海の両親のものと思われる墓も存在している。しかし、天海と龍興寺、かつ当時の会津領主・蘆名氏を結びつける史料は存在していない。そのため、天海が当地の出身で龍興寺ゆかりの僧であるという話は伝説の域をでていない。

## 文化財

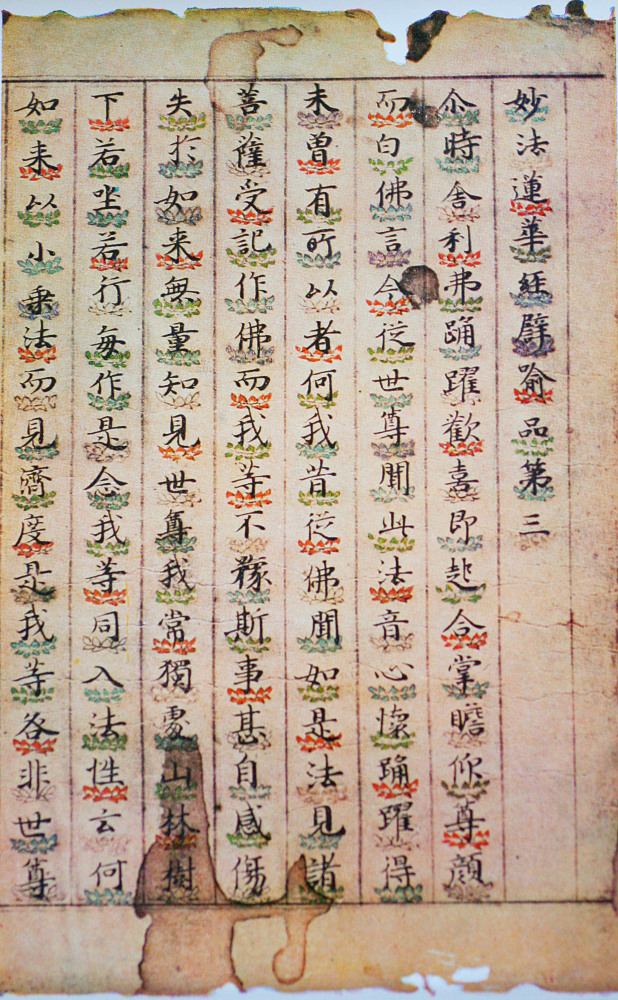
一字蓮台法華経

寺には現在、国宝・一字蓮台法華経開結や福島県指定重要文化財・絹本著色両界曼陀羅などの文化財が保存されている。一字蓮台法華経開結は、法華経に経文の一文字を一仏と見立てて蓮台の上に乗せるように書写した装飾経である。もともと10巻あったといわれているが第6巻が欠けており、9巻のみが現存する。平安時代後期の作と推定され、1952年（昭和27年）に国宝に指定された。

## 所在地
福島県大沼郡会津美里町字龍興寺北

## アクセス
JR只見線会津高田駅より徒歩20分